# Sarcochilus chrysanthus
Sarcochilus chrysanthus är en orkidéart som beskrevs av Rudolf Schlechter. Sarcochilus chrysanthus ingår i släktet Sarcochilus och familjen orkidéer. Inga underarter finns listade i Catalogue of Life.